# 1976年夏季奥林匹克运动会

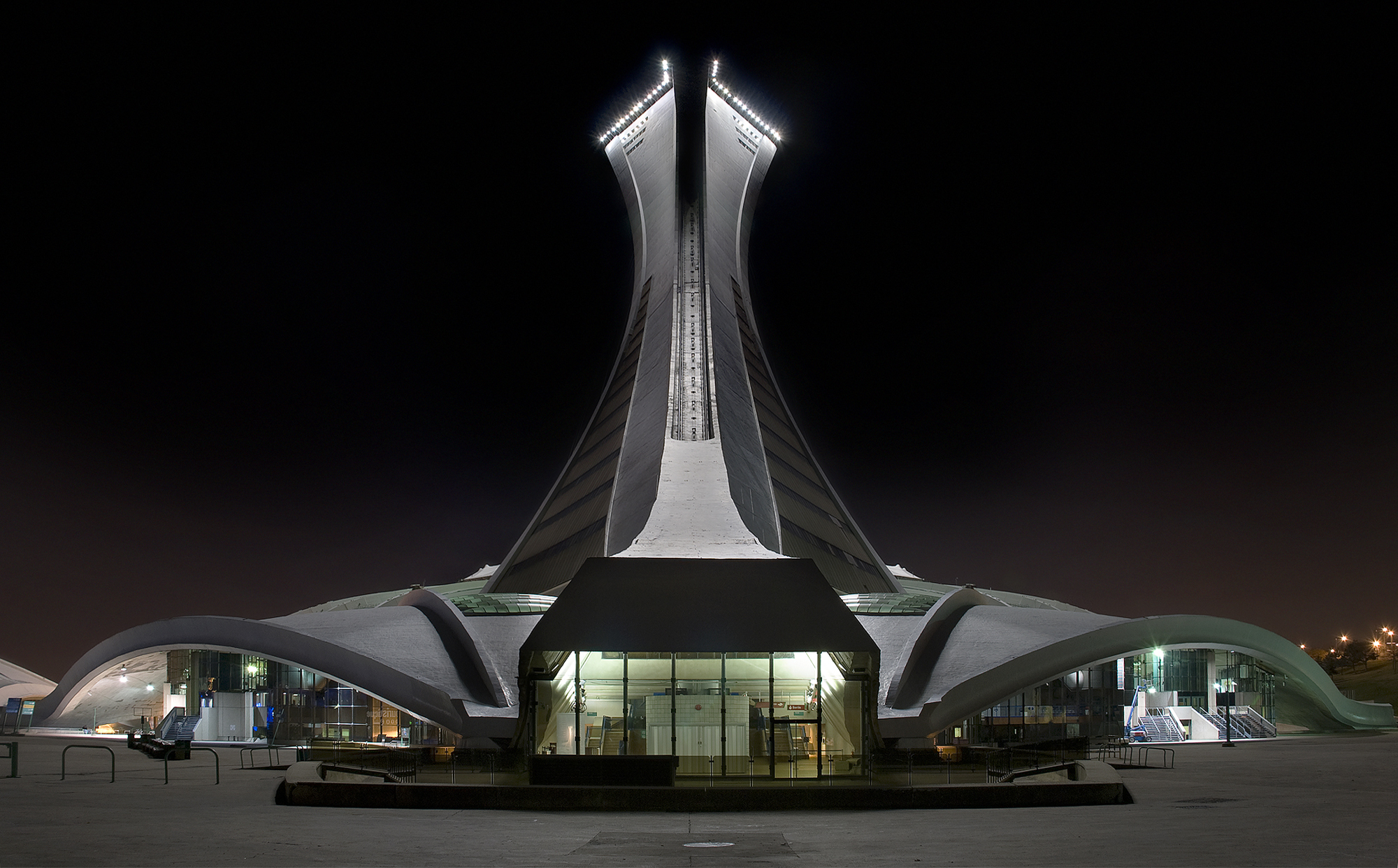
主场馆：蒙特利尔奥林匹克体育场

第二十一届夏季奥林匹克运动会（英語：the Games of the XXI Olympiad），于1976年7月17日至8月1日在加拿大魁北克省蒙特利尔举行。

## 申請
當年有三個城市進入申請最後投票階段：蒙特利爾、蘇聯莫斯科、和美國洛杉磯。最後投票結果如下：
| 城市     | 國家   | 第一輪 | 第二輪 |
| -------- | ------ | ------ | ------ |
| 蒙特利爾 | 加拿大 | 25     | 41     |
| 莫斯科   | 苏联   | 28     | 28     |
| 洛杉磯   | 美国   | 17     | 出局   |

資料由 國際奧委會（页面存档备份，存于） 提供。

## 財政
當時，蒙特利爾市政府覺得奧運會是一門不能虧本的生意，連市長尚·達坡（Jean Drapeau）也說「像男人没法生孩子一樣，奧運會也没法虧本」（英文：the Olympics can no more have a deficit than a man can have a baby）。但是，在統籌過程裡，因為興建各項體育館開支甚大，和主場館建造過程困難重重（工程要到奧運閉幕後十多年後才完工），導致耗資高达58亿美元。
整體來說，這次奧運會亏损24亿美元，令蒙特婁市政府多年來債台高築，總共10億美元的債務直到30年後的2006年11月才還清，是現代奥运会历史上亏损最严重的一次，也讓很多城市不敢申辦奧運，直至1984年洛杉磯奧運出現財政盈餘為止。

## 焦点

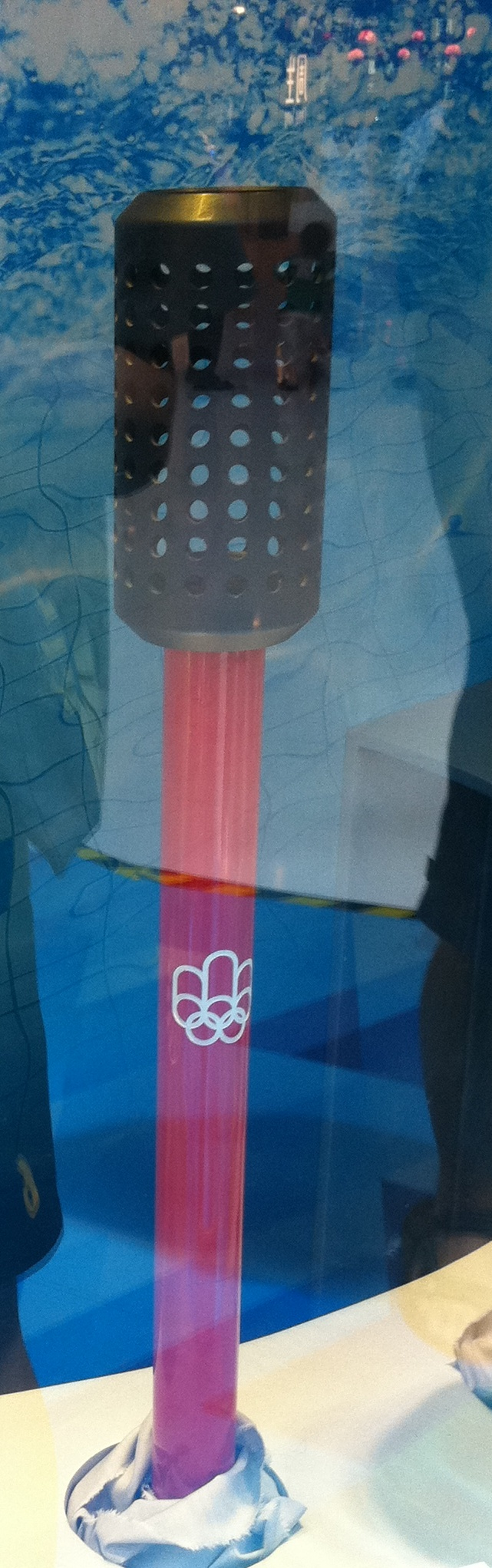
1976年夏季奧運會火炬

- 参加本届奥运会的新西兰代表團曾率領十五人橄榄球国家队访问實施種族隔離的南非，为了抗议此事，剛果人民共和國體育官員Jean-Claude Ganga率領30个非洲国家联合抵制本届奥运会（但是埃及、喀麥隆、摩洛哥、突尼西亞的代表團退出奧運會之前，有部分選手參加了7月18日至7月20日的部分比賽），反而塞內加爾、象牙海岸並無參與抵制行動，照常派代表團參加。
- 在1972年的慕尼黑慘案后，本届奥运会的警卫高度加强。
- 游泳比赛的成绩出色，在26个项目中共刷新了25个奥运会纪录，21项世界纪录。
- 年仅14岁的罗马尼亚体操选手纳迪娅·科马内奇在体操比赛中共获得7个满分10分，并赢得3枚金牌。
- 篮球、手球和划船的女子项目进入奥运会。
- 为保护运动员的身体健康，推举（英语：Clean and press）不再成为奥运会举重项目。
- 奧運聖火以人造衛星由希臘雅典「傳送」到加拿大首都渥太華，再從渥太華以接力跑形式到達本屆奧運會主辦城市蒙特利爾，於開幕式當日抵達主體育場，這種以現代科技傳遞聖火的方式引起爭議，從1980年開始，又恢復傳統的奧運聖火接力活動。
- 本屆奧林匹克聖火曾於開幕式後數天（7月27日）的一場暴雨中被雨水撲熄，一位工作人員以打火機重新點燃火種。後來大會撲滅該火種，並以聖火之備份火種重新點燃聖火。
- 時任加拿大總理杜魯道要求中華民國代表團以「台灣」隊名義參賽，遭中華民國政府拒絕，在溝通無效後中華民國代表團於7月16日宣佈退出本屆夏季奧運會[1][2]。
- 加拿大作为本届奥运会的举办国，最终僅获得5枚银牌和6枚铜牌的成绩，成为夏季奥运会有史以来唯一一个没有获得过金牌的东道国。
- 因為奧運場館耗費太多錢財興建，所以加拿大政府出現經費短缺，而向市民收取「奧運稅」。

## 比赛项目

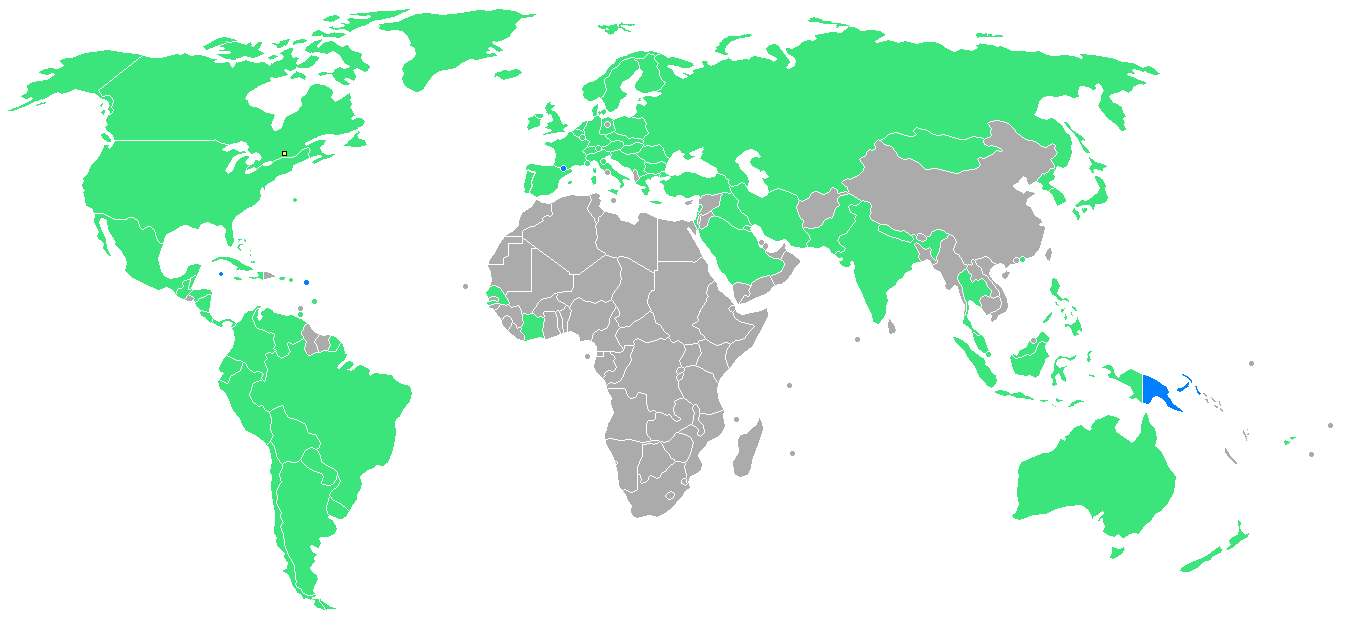
参赛国家及地区分布

| - 射箭 - 田径 - 篮球 - 拳击 - 击剑 - 举重 - 摔跤 - 马术 |  | - 足球 - 体操 - 手球 - 赛艇 - 射击 - 帆船 - 排球 - 柔道 |  | - 游泳 - 跳水 - 水球 - 皮划艇 - 自行车 - 曲棍球 - 现代五项 |

## 参赛国家及地区
一共有92个国家及地区的体育代表团参加了本届奥运会。

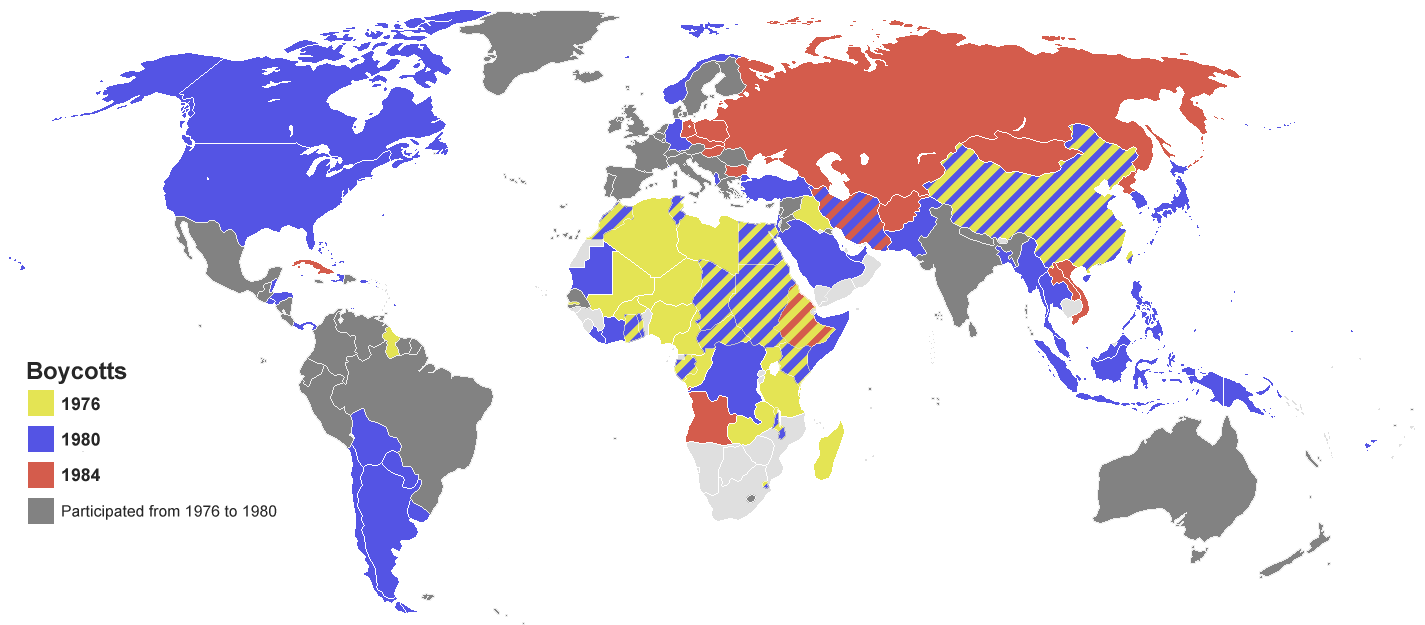
抵制本届奥运会的国家以黄色标示

| - 安道尔 - 安提瓜和巴布达 - 阿根廷 - 奥地利 - 巴哈马 - 巴巴多斯 - 比利时 - 伯利兹 - 百慕大 - 玻利维亚 - 巴西 - 保加利亚 - 加拿大 - 开曼群岛 - 智利 - 哥伦比亚 - 哥斯达黎加 - 科特迪瓦 - 古巴 - 捷克斯洛伐克 - 丹麦 | - 东德 - 厄瓜多尔 - 埃及 - 斐济 - 芬兰 - 法国 - 英国 - 希腊 - 危地马拉 - 海地 - 洪都拉斯 - 香港 - 匈牙利 - 冰岛 - 印度 - 印度尼西亚 - 伊朗 - 爱尔兰 - 以色列 - 意大利 - 牙买加 - 日本 - 韩国 | - 朝鲜 - 科威特 - 黎巴嫩 - 列支敦士登 - 卢森堡 - 墨西哥 - 摩纳哥 - 蒙古 - 摩洛哥 - 尼泊尔 - 荷兰 - 新西兰 - 尼加拉瓜 - 挪威 - 巴基斯坦 - 巴拿马 - 巴布亚新几内亚 - 巴拉圭 - 秘鲁 - 菲律宾 - 波兰 | - 葡萄牙 - 波多黎各 - 罗马尼亚 - 圣马力诺 - 沙特阿拉伯 - 塞内加尔 - 新加坡 - 西班牙 - 苏里南 - 瑞典 - 瑞士 - 泰国 - 特立尼达和多巴哥 - 突尼斯 - 土耳其 - 美国 - 乌拉圭 - 苏联 - 委内瑞拉 - 西德 - 南斯拉夫 |

### 抵制本届奥运会的国家及地区
共有31个国家及地区抵制了1976年蒙特利尔奥运会：
| - 阿尔及利亚 - 喀麦隆 - 中非 - 中華民國（详见1976年夏季奧林匹克運動會中華民國代表團） - 刚果共和国 |  | - 埃及 - 衣索比亞 - 加彭 |  | - 伊拉克 - 利比亞 - 马达加斯加 - 马拉维 |  | - 摩洛哥 - 尼日尔 - 奈及利亞 - 苏丹 |  | - 坦桑尼亚 - 多哥 - 尼日尔 - 突尼西亞 - 乌干达 - 尚比亞 |

## 奖牌榜
| 排名 | 国家／地区      | 金牌 | 银牌 | 铜牌 | 總數 |
| ---- | --------------- | ---- | ---- | ---- | ---- |
| 1    | 苏联（URS）     | 49   | 41   | 35   | 125  |
| 2    | 东德（GDR）     | 40   | 25   | 25   | 90   |
| 3    | 美国（USA）     | 34   | 35   | 25   | 94   |
| 4    | 西德（FRG）     | 10   | 12   | 17   | 39   |
| 5    | 日本（JPN）     | 9    | 6    | 10   | 25   |
| 6    | 波兰（POL）     | 7    | 6    | 13   | 26   |
| 7    | 保加利亚（BUL） | 6    | 9    | 7    | 22   |
| 8    | 古巴（CUB）     | 6    | 4    | 3    | 13   |
| 9    | 罗马尼亚（ROM） | 4    | 9    | 14   | 27   |
| 10   | 匈牙利（HUN）   | 4    | 5    | 13   | 22   |